# Coelidia australis
Coelidia australis är en insektsart som beskrevs av Walker 1851. Coelidia australis ingår i släktet Coelidia och familjen dvärgstritar. Inga underarter finns listade i Catalogue of Life.